# کونچا تورو
کونچا تورو (به اسپانیایی: Concha y Toro) شرکت نوشیدنی شیلیایی است، که در زمینه تولید نوشیدنی‌های الکلی فعالیت می‌کند و بزرگترین تولیدکننده شراب در آمریکای لاتین می‌باشد.
شرکت کونچا تورو در سال ۱۸۸۳ در قالب یک کارخانه شراب‌سازی، توسط ملکور دی‌سانتیاگو کونچا تورو تأسیس شد. وی انگور مورد نیاز خود را از بوردو، فرانسه خریداری می‌کرد. امروزه این شرکت محصولات خود را در آمریکای شمالی، آمریکای جنوبی و اروپا، عرضه می‌دارد.
دفتر مرکزی این شرکت در شهر سانتیاگو، شیلی قرار دارد و بخشی از سهام آن در بازارهای بورس نیویورک و بورس اوراق بهادار سانتیاگو معامله می‌شود.